# Annullamento (diritto)
La dichiarazione di nullità è una pronunzia giudiziale con la quale viene eliminata l'efficacia di un negozio giuridico affetto da un vizio che lo rendeva annullabile.
La sentenza che dichiara la nullità ha efficacia costitutiva e retroattiva e ha effetto non solo tra le parti del giudizio ma anche verso terzi, fatta eccezione per i diritti acquistati a titolo oneroso da terzi in buona fede.

## In Italia
L'azione di annullamento è disciplinata nel codice civile e, salvo casi specifici, può essere esercitata nel termine di cinque anni. L'annullamento, però, può essere opposto come eccezione anche quando si sia verificata la prescrizione dell'azione (secondo il principio temporalia ad agendum, perpetua ad excipiendum).
L'azione di annullamento è definita relativa perché soltanto chi è stato danneggiato dal negozio viziato è legittimato a chiedere l'annullamento.

### L'annullamento del matrimonio
L'azione di annullamento del matrimonio è soggetta a termini particolarmente brevi ed è finalizzata a far perdere efficacia a un matrimonio invalido. L'annullabilità di un matrimonio si definisce assoluta, nel senso che chiunque può intraprendere un'azione di annullamento a tutela di un interesse generale.